# Ruth Bader Ginsburg
Ruth Joan Bader Ginsburg (Brooklyn, Nueva York; 15 de marzo de 1933-Washington D. C., 18 de septiembre de 2020) fue una jueza y jurista estadounidense que se destacó, especialmente, por su trabajo en la lucha por la igualdad legal de género. Desde 1993 hasta 2020 fue jueza de la Corte Suprema de los Estados Unidos, habiendo sido nombrada por el presidente Bill Clinton. En 1972 fundó la sección de derechos de la mujer en la Unión Estadounidense por las Libertades Civiles.
Ginsburg tiene una gran popularidad en Estados Unidos. Icono de la cultura pop, recibió el apodo de «Notorious RBG», en referencia al célebre rapero Notorious B.I.G. Es considerada como un símbolo de la resistencia pública y de la justicia social. En febrero de 2020 recibió el premio World Peace & Liberty Award que otorga la  World Jurist Association y la World Law Foundation.
Murió el 18 de septiembre de 2020 por un cáncer de páncreas metastásico.

## Trayectoria
Bader nació en Brooklyn, en el seno de una modesta familia judía. Su madre, Celia, quien murió el día que Ruth tenía que graduarse en el instituto, fue la que la impulsó a interesarse por los libros y el estudio. Se decidió por estudiar, con una beca, en la Universidad de Cornell en los años 50. Conoció en aquel entonces a quien sería su marido, Martin Ginsburg, y fueron juntos a estudiar Derecho a la Universidad de Harvard. Ruth  pudo imponerse como una de las mejores de su clase, a pesar de las adversidades que se le antepusieron.
En 1972 fundó la sección de derechos de la mujer en la Unión Estadounidense por las Libertades Civiles. Desde allí inició la batalla legal por la igualdad entre hombres y mujeres. Lideró seis de los principales casos ante la Corte Suprema de Estados Unidos, de los que ganó cinco. En 1971, el tribunal dictaminó por primera vez que tratar a una mujer diferente a un hombre violaba la Constitución y era ilegal. Esto fue conocido como el caso Reed v. Reed.
Comenzó su carrera judicial en 1980, cuando el presidente Jimmy Carter la nombró jueza del Tribunal de Apelaciones del Distrito de Columbia, donde pasó 13 años. En 1993, el presidente Bill Clinton la nombró jueza del Tribunal Supremo tras el retiro del juez asociado Byron White. El Senado confirmó su nombramiento con 96 votos afirmativos y 3 negativos. Se convirtió así en la segunda mujer en la historia, tras Sandra Day O'Connor, en servir en este alto órgano judicial; posteriormente se incorporaron Sonia Sotomayor, Elena Kagan, Amy Coney Barrett y  Ketanji Brown Jackson.
Ginsburg fue una de las principales voces del ala liberal del Tribunal Supremo. Durante sus años en el Tribunal, votó a favor de la legalización del aborto y de la citación de Derecho Internacional en las opiniones de la Corte. Además, votó en contra de la pena de muerte y a favor de los derechos de los homosexuales. Por todos estos motivos tuvo miles de admiradores en sus redes sociales.
Logró sobreponerse a dos diagnósticos confirmados de cáncer en su vida. En noviembre de 2018, a los 85 años, fue hospitalizada después de una caída que le fracturó algunas costillas. Luego se le diagnosticó de nódulos cancerosos en sus pulmones y se intervino. Su dimisión del Supremo por razones de salud pudo, en ese entonces, abrir la puerta para que el presidente Donald Trump, quien no ocultaba su animadversión hacia la magistrada, nombrase a un nuevo juez, pero ella regresó a su puesto diciendo que no abandonaría su toga hasta los 90 años.

## Muerte
Ruth Bader Ginsburg falleció el 18 de septiembre de 2020 a los 87 años de edad, momento en el cual luchaba contra un cáncer de páncreas que había hecho metástasis.
Según un comunicado que la Corte Suprema de Justicia de EE. UU. emitió sobre la muerte de la Magistrada, Ruth murió en su casa en la ciudad de Washington y se encontraba acompañada por su familia.
John Roberts, presidente de la Corte Suprema dijo: «Nuestra nación ha perdido a una jurista de talla histórica. En la Corte Suprema hemos perdido a una querida colega. Hoy lloramos, pero con la confianza de que las generaciones futuras recordarán a Ruth Bader Ginsburg como la conocimos: una incansable y resuelta defensora de la justicia».
El presidente de Estados Unidos, Donald Trump, señaló que «Era una mujer increíble, estés de acuerdo o no, era una mujer increíble que llevó una vida increíble». Trump y Bader Ginsburg mantuvieron una relación tensa después de que la magistrada lo tildara de «farsante» antes de las elecciones presidenciales de 2016. En ese momento, Trump le pidió su dimisión, pero luego Bader Ginsburg retractó su comentario.

## En el cine
En 2017, la actriz Felicity Jones la representó en el film biopic: On the Basis of Sex (La voz de la igualdad en Hispanoamérica y Una cuestión de género en España) dirigida por Mimi Leder, junto al actor Armie Hammer en el papel de Mr. Ginsburg. También tiene un documental sobre su vida titulado por sus siglas: RBG.
En la serie de televisión The Big Bang Theory en el episodio 6 de la temporada 12, el personaje de Raj se disfraza de ella haciendo mención a su trabajo. También, durante la quinta temporada de The Good Fight, Ruth Bader Gingburg en varias ocasiones se le aparece como en una alucinación a Diane Lockhart.
En el episodio Dirty Little Secrets de la serie Suits en el cuarto episodio de la primera temporada, Louis Litt y los asociados juegan un juego de trivia de Harvard después de horas y Mike Ross está a la cabeza por un punto contra su rival, Seth Keller. Durante la ronda de doble punto, Mike no responde la pregunta sobre la tradición del dormitorio de Harvard Law de obtener pizza cuadrada de Pinocchio's. Seth luego responde «cinco» cuando se le pregunta cuántos jueces de la corte suprema eran de Harvard y reclama la victoria. Mike, sin embargo, señala que, de hecho, hay seis, incluida Ruth Bader Ginsberg, quien puede haberse graduado de la Universidad de Columbia pero asistió a Derecho de Harvard antes de esa fecha. Mike gana porque señala que Seth no fue preciso, al igual que Louis refutó previamente a Mike por no ser preciso.